# 奥南暗沙

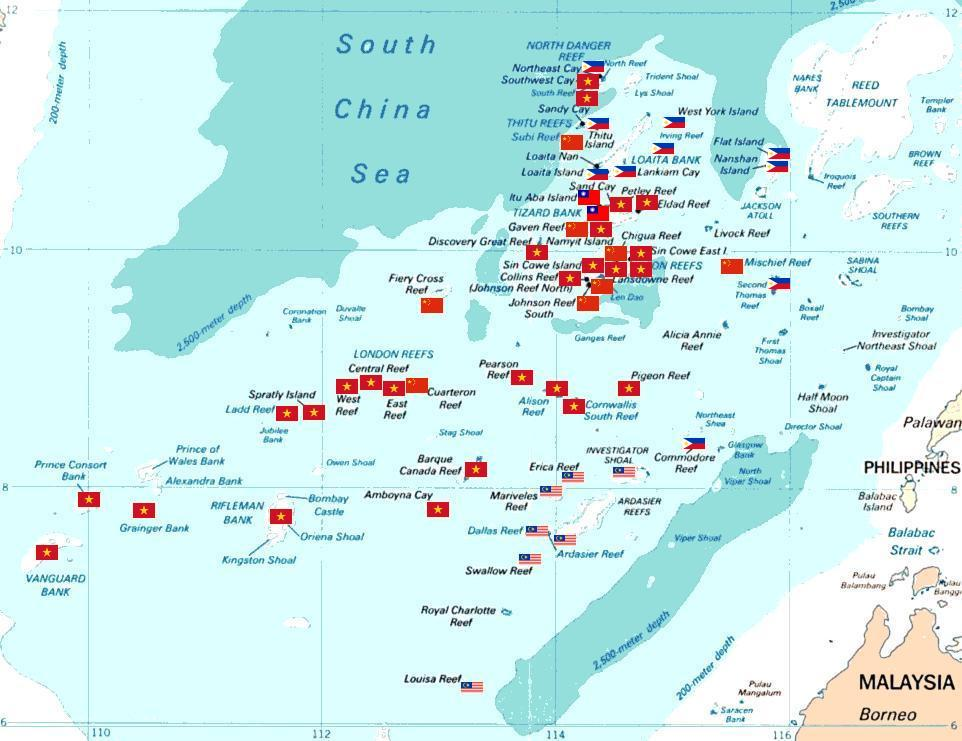
南沙諸島の実効支配状況

奥南暗沙（英語：Orleana Shoal）は、南沙諸島の南薇灘の東にある暗沙の一つである。深さは8メートル。
1998年からベトナムがこの暗沙を実効支配しているが、中華人民共和国と中華民国（台湾）も主権を主張している。